# Notas relativas
Acordes são formados de tônica (primeira), terça e quinta. Os acordes que possuem duas notas iguais são os chamados de acordes relativos. Note que a tônica nunca poderá ser igual, pois isso faria com que o acorde se mantivesse o mesmo, pois é a tônica que dá o nome da tríade. Em um campo harmônico, existem os acordes fundamentais, que são o primeiro o quarto e quinto graus; existe também os acordes relativos, que são o segundo o terceiro e o sexto graus, e os acordes de passagem, que são o sétimo e o oitavo graus: o sétimo  grau  é um acorde diminuto ou meio diminuto, e o oitavo grau  é um acorde com sétima que também é de passagem. 
Nota: no acorde fundamental, a tônica passará a ser a terça de sua relativa 
no acorde relativo, a quinta passará a ser a terça da fundamental. 
exemplo:  
Acorde de C = dó  é formado de:                       
C = tônica                                                                                                      
E = terça                                                                                                        
G = quinta  
Agora veja o acorde de Am  que é a relativa de C:    
A = tônica  
C = terça
E = quinta

## Principais Acordes Relativos
- C(dó) => Am
- D(ré)=> Bm
- E(mí)=> C#m
- F(fá)=> Dm
- G(sol)=> Em7/F#(115b)
- A(lá)=> F#m
- B(sí)=> G#m

**(#= Sustenido), (m = menor). 
A nota relativa está no sexto grau da nota base, mas também pode ser encontrada subtraindo um tom e meio desta nota:
```
A B C
+-----+--+
```

A nota A (lá) está a menos um tom e meio de C (dó), esta é sua relativa que na escala de C (dó) também é encontrada no seu sexto grau.
```
C D E F G A B C
+-----+-----+--+-----+-----+-----+--+
                           ^
```